# Amalienfelde
Amalienfelde ist ein Gemeindeteil der Stadt Kremmen im Landkreis Oberhavel in Brandenburg.

## Geografische Lage
Der Gemeindeteil liegt südöstlich des Stadtzentrums und erstreckt sich entlang der Landstraße 170. Nordöstlich befindet sich der Kremmener Forst, südöstlich Schwante, ein Ortsteil der Gemeinde Oberkrämer. Südlich liegt dessen Wohnplatz Klein Ziethen, westlich mit Staffelde ein weiterer Ortsteil von Kremmen.

## Geschichte
Amalienfelde entstand im Jahr 1860 als Abbau von Kremmen und wurde 1861 als Grabow erstmals urkundlich erwähnt. Das „Gut an der Berlin-Kremmener Chaussee“ erhielt im Jahr 1896 die Bezeichnung Amalienfelde. Dort lebten im Jahr 1925 insgesamt 56 Personen. Eine dieser Personen, Fritz Henning, erhielt Ende der 1930er Jahre ein Darlehen zur Errichtung einer Werkwohnung in Kremmen. Der Gemeindeteil war 1931 eine Kolonie und ab 1957 ein Ortsteil der Gemeinde Kremmen. Die umliegenden Flächen wurden zu Beginn der 1950er Jahre entwässert, um sie landwirtschaftlich zu nutzen.

## Sehenswürdigkeiten und Kultur

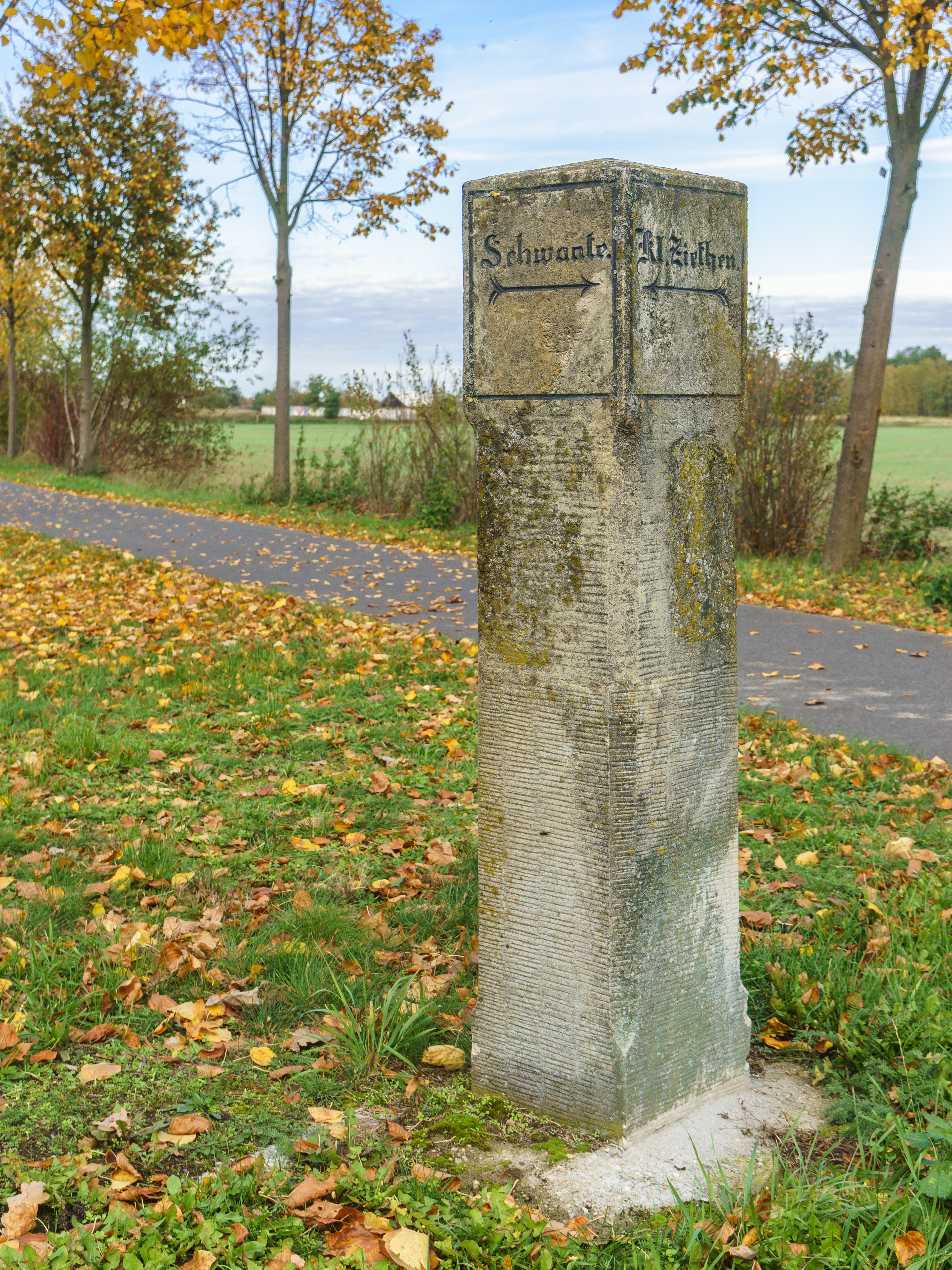
Wegestein

- Ein Wegestein an der Berliner Chaussee steht unter Denkmalschutz.